# Hällby församling
Hällby församling var en församling i Strängnäs stift och i Eskilstuna kommun i Södermanlands län. Församlingen uppgick 2002 i Hällby församling med Tumbo och Råby-Rekarne.

## Administrativ historik
Församlingen har medeltida ursprung under namnet Torshälla landsförsamling. 23 januari 1970 namnändrades församlingen till ovanstående namn. Ur församlingen utbröts 1952 och lades till Torshälla stadsförsamling samma område som ur landskommunen utbröts och lades till Torshälla stad.
Församlingen var till 1962 annexförsamling i pastoratet Torshälla stadsförsamling och Torshälla landsförsamling. Från 1962 till 1 juli 1983 annexförsamling i pastoratet Tumbo, Råby-Rekarna och Torshälla landsförsamling/Hällby. Från 1 juli 1983 till moderförsamling i pastoratet Hällby, Råby-Rekarne och Tumbo. Församlingen uppgick 2002 i Hällby församling med Tumbo och Råby-Rekarne.

## Kyrkor
- Torshälla kyrka som användes även av Torshälla stadsförsamling
- Hällby kyrka från 1931